# Maud-Éva Copy

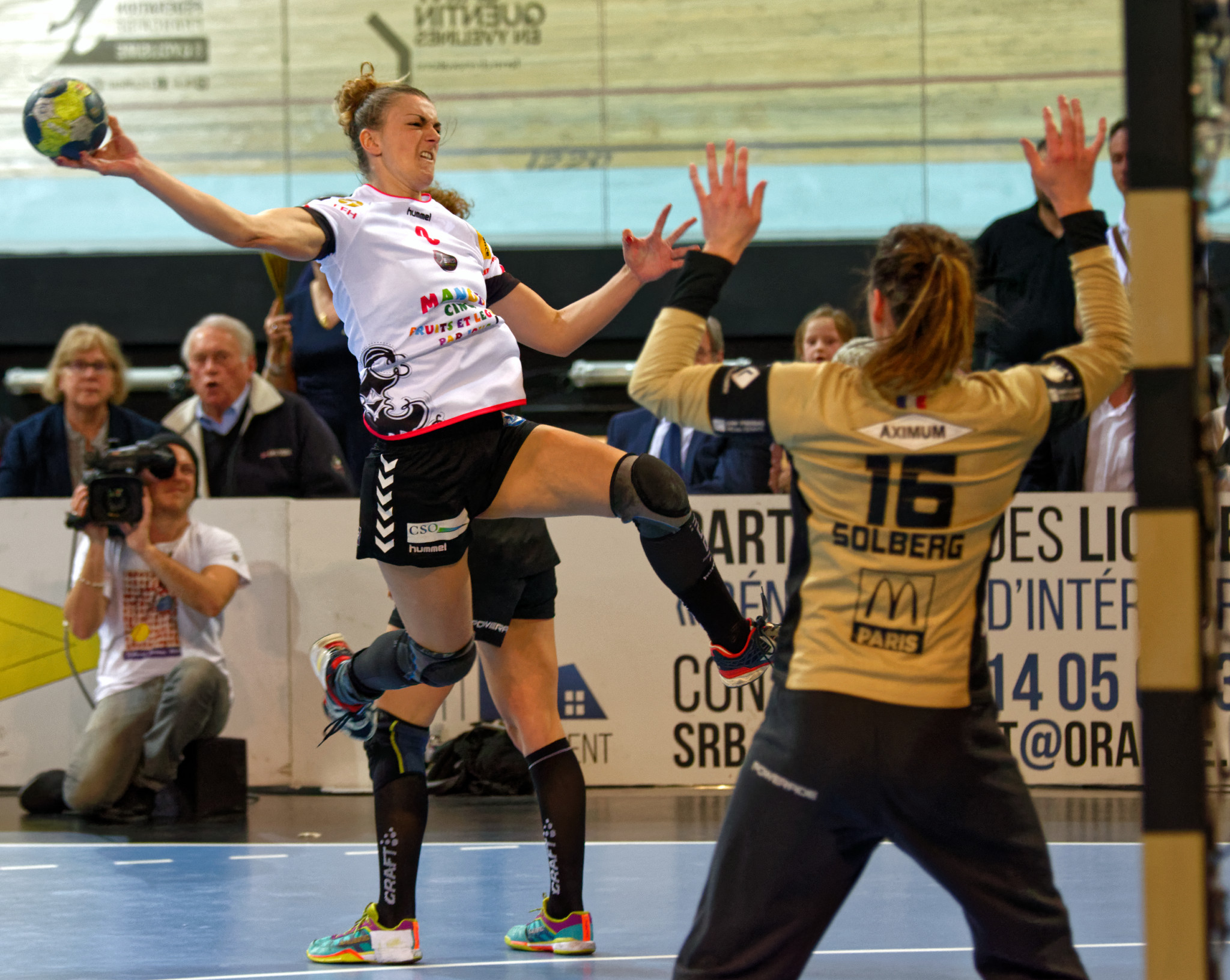
Maud-Éva Copy au tir face à Silje Solberg, le 25 mars 2017.

Maud-Éva Copy, née le 6 novembre 1992 à Brest et originaire de Locmaria-Plouzané, est une joueuse de handball française évoluant au poste d'ailière gauche.

## Biographie
Maud-Éva Copy commence sa carrière de jeune joueuse au club de Locmaria Handball et rentre au centre de formation de Brest à l'âge de 17 ans. Elle suit en parallèle des études de professeur d'EPS. Gravissant régulièrement les échelons, la jeune joueuse est élue meilleure ailière gauche et révélation de l'année en Nationale 1 en 2013.  
Fin 2016, lors de sa première saison professionnelle, elle remporte le championnat de France de Division 2 et la coupe de France avec le Brest Bretagne.
En 2016-2017, elle découvre la première division et la coupe d'Europe avec son club formateur et prolonge son contrat de deux saisons.
Durant l'été 2017, elle est sélectionnée pour jouer en équipe de France de beach handball à l'occasion de l'Euro 2017 (en) à Zagreb. Elle termine la compétition meilleure marqueuse des Bleues.
En 2019, en fin de contrat avec Brest, elle rejoint le Bourg-de-Péage Drôme Handball. En 2020, elle signe un contrat d'un an avec le Metz Handball pour occuper l'aile gauche messine avec Laura Kanor en attendant le retour de blessure de Manon Houette. 

## Palmarès

### En club
compétitions nationales
- vainqueur de la coupe de France en 2016 et 2018 (avec Brest Bretagne Handball)
- finaliste de la coupe de France en 2019 (avec Brest Bretagne Handball)
- championne de France de Division 2 en 2016 (avec Brest Bretagne Handball)
- championne de France de Nationale 1 en 2014 (avec Brest Bretagne Handball)